# Maas-Rijnlands

Rheinmaasländisch zoals gedefinieerd door Arend Mihm

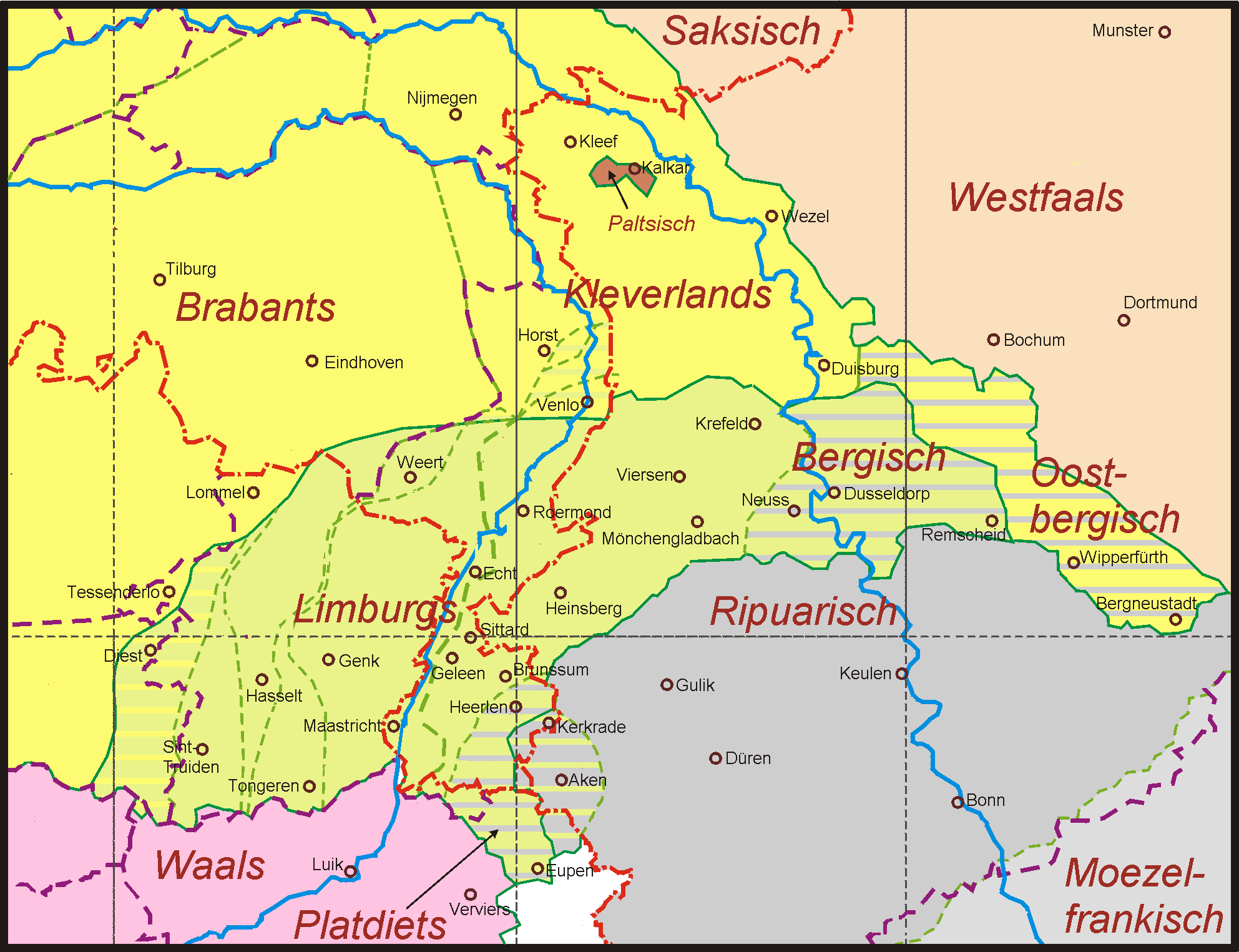
- HET LIMBURGS TAALLANDSCHAP -
Het Kleverlands-Limburgs-Nederrijnse dialectcontinuüm

Maas-Rijnlands of Rijn-Maaslands (Duits: Rheinmaasländisch) is van oudsher een brede cultuurhistorische term, die tegenwoordig ook als kwalificatie wordt gebruikt om de Oud-Oostnederfrankische middeleeuwse literaire traditie in te delen. Het gaat dan om werken als de Lex Salica, het Evangeliarium van Munsterbilzen, de Wachtendonckse Psalmen en de werken van Hendrik van Veldeke. In dit verband wordt (bijv. door Frits van Oostrom) wel gesproken van "Rijn-Maaslandse literatuur".
Daarnaast is het een dialectologisch-geografische aanduiding, die primair in de Duitse taalkunde wordt gebruikt om de diverse Nederfrankische dialecten in het huidige Duitse taalgebied te beschrijven (naast Südostniederfränkisch), of eventueel voor het Nederfrankische continuüm in het hele Maas-Rijnlandgebied.
De term kan zodoende verwijzen naar het cultuur- en dialectgebied vanaf de middeleeuwen en de Vroegmoderne Tijd, tot aan de opkomst van de Pruisische macht in het Rijnland, een gebied dat geografisch en taalkundig aansluit op dat van de Limburgse en Zuid-Gelderse dialecten in het zuidoostelijke deel van Nederland.

## Achtergrond
Het begrip Rheinmaasländisch heeft van oorsprong betrekking op de middeleeuwse cultuurgeschiedenis. Het heeft dan betrekking op het brede gebied – ook wel bekend als het Maas-Rijnland of de Maas-Rijndriehoek – waar de Maaslandse en Rijnlandse cultuur, en daarin ook de aan elkaar grenzende Waalse, Franse, Nederfrankische en Middelfrankische (Ripuarische) tongvallen elkaar ontmoetten en beïnvloedden. Onder meer in de Nederrijns-Westfaalse Kreits kende dit gebied daarnaast een zekere politieke verbondenheid, die niet slechts gold voor de Frankische dialectgebieden. Evenzo betekende de scheiding tussen het Westfaalse en Nederrijnse noch in de Duitse landen (destijds horend bij het Heilige Roomse Rijk), noch in de Lage Landen een culturele kloof, zo min als die tussen het Nedersaksisch en het Nederfrankisch.

### Duitse taalkunde
Onder Duitse taalkundigen heerste daarnaast eerder onduidelijkheid of men de taal die in de Middeleeuwen in de Maas-Rijndriehoek werd gesproken nu tot het Duits of tot het Nederlands moest rekenen, en of de literaire traditie uit deze streek tot de Duitse dan wel tot de Nederlandse literatuur behoorde. Enkele linguïsten, onder wie Arend Mihm, introduceerden daarom na 1990 de gemeenschappelijke noemer Rheinmaasländisch.

## Laatmiddeleeuwse letterkunde

Positie van de dialecten in het Maas-Rijnlandgebied binnen de huidige Nederlandse en Nederduitse dialecten.
*Noordelijk Maas-Rijnlands zijn de gebieden (15) (Kleverlands), alsmede aangrenzende zuidoostelijke delen van (11) (Zuid-Gelders / Noord-Limburgs);
*Zuidelijk Maas-Rijnlands de (Limburgse) zones (13) en (14)

Gaandeweg is steeds duidelijker geworden dat het huidige gebied op de rand van de drie hedendaagse nationale staten – België, Nederland en Duitsland – een belangrijke rol heeft gespeeld in de laatmiddeleeuwse letterkunde. Deze Kulturraum nam in de middeleeuwen een strategische positie in tussen Romania en Germania en tussen de Nederlanden en de Duitse gebieden, tussen het Niderlant en het Oberlant.

## Geografische geschiedenis
Het Maas-Rijnlandgebied is tegenwoordig opgedeeld tussen Nederland en Duitsland, maar kent een lange gemeenschappelijke voorgeschiedenis. De taalkundige eenheid ervan gaat terug op de begrenzingen van het Austrasische en Frankische Rijk. Deze rijken waren op hun beurt voortzettingen van de Romeinse provincie Germania Inferior, vanaf de vijfde tot aan de negende eeuw. Toen kwam in dit gebied parallel aan de loop van de Nederrijn de grens tussen de Frankische en de Saksische regiolecten tot stand.
Met de naam 'Nederrijn' wordt gedoeld op de benedenloop van de rivier de Rijn in de thans Duitse laagvlakte vanaf Düsseldorf tot aan de Nederlandse grens bij Emmerik. Aan de westzijde wordt dit gebied begrensd door de Nederlands-Duitse grens, met name door de Nederlandse provincie Limburg, en voor een kleiner deel ook door Zuid-Gelderland. Echter, dialectologisch gezien loopt het gebied in westelijke richting door tot ver over de Maas en omvat het, behalve Nederlands Limburg, ook de Belgische provincie Limburg.
De westelijke helft, nu het merendeel van het Nederlandse Noord- en Midden-Limburg vormend, ging na de Franse tijd (d.w.z. na 1815) deel uitmaken van het Verenigd Koninkrijk der Nederlanden. Hier werd het Nederlands dan ook de officiële taal, terwijl in de oostelijke helft – dus in tegenwoordig Duitse steden als Geldern – het Nederlands geleidelijk aan uitstierf, mede door een verordening van Otto von Bismarck uit 1870 dat er in het nieuwe Duitse Rijk geen andere taal dan het Duits meer mocht worden gedoceerd of in ambtelijke kringen gebruikt. Hierdoor werden de nieuwe staatkundige grenzen in steeds hogere mate ook taalgrenzen, vooral sedert de Tweede Wereldoorlog.
Taalkundig bestaat er nog altijd een zekere eenheid in het Nederfrankische dialectcontinuüm in de gehele Maas-Rijndriehoek. Het betreffende gebied loopt nu door over drie buurstaten en twee nauw verwante cultuurtalen, Duits en Nederlands. Omdat deze beide talen als daktaal een bovenregionale functie vervullen, treedt er in het Nederlands-Duitse dialectcontinuüm meer en meer een bilateraal standaardiserende divergentie op. Voor de noordelijke punt die deel uitmaakt van dit grensoverschrijdende gebied, dat wil zeggen de top van de driehoek bij Nijmegen en Kleef, is daar onderzoek naar verricht. Een studie uit 2008 concludeerde voor dit Kleverlandse dialectgebied, dat de staatsgrens daar nu een scherpe scheiding vormt tussen de Nederlandse en Duitse dialecten. Deze situatie bemoeilijkt het zicht op de onderlinge samenhang en taalkundige verbondenheid van dit uitgestrekte gebied, dat tezamen ongeveer 30% van het hele Nederfrankisch taalgebied in de Rijn-Maasdelta vormt, in omvang groter dan het Vlaamse, en vergelijkbaar met de grote Brabantse en Hollands-Utrechtse dialectgebieden. Een andere complicerende factor is, dat het dialectgebruik ook in het Rijnland sterk terugloopt, hetgeen – zoals doorgaans gebeurt – tot dialectnivellering leidt.

### Taalkundige begrenzing
De Maas-Rijndriehoek kan taalkundig met behulp van isoglossen als volgt worden begrensd:
- De linkerzijde (de Diest-Nijmegenlinie of houden-halten-lijn) loopt van het Belgisch-Brabantse Tienen en Diest richting Helmond (Noord-Brabant) en Nijmegen (Gelderland) tot achter Arnhem naar de rivier de IJssel. Bij de dialecten van het Zuid-Gelders vormt het Betuws de overgang naar het Utrechts-Alblasserwaards.
- De rechterzijde wordt gevormd door de grens van Nederfrankisch (wi maken) en Nedersaksisch (wi maakt /maket). Deze zogeheten eenheids-pluralislijn of Rijn-IJssellinie loopt op enige afstand rechts parallel aan de Rijn, met daarbinnen steden als Kleef, Xanten, Wesel, Moers, Duisburg, Düsseldorf en Wuppertal.
- De zuidelijke grens wordt in het westen in België gevormd door de Romaans-Germaanse taalgrens, tot aan de Maas ongeveer de grens volgend van de Belgische provincies Limburg, Waals-Brabant en Luik, en dan afbuigend langs de Voerstreek en de Platdietse streek richting Eupen. De zuidelijke grens wordt in het oosten gevormd door de Benrather linie (de maken-machen-isoglosse), tevens de belangrijkste grenslijn tussen het Neder- en het Middelfrankisch.

## Taalvariëteiten inNoordelijk Rijnland
De streektalen en dialecten in de oostelijke helft van het Maas-Rijngebied worden Nederrijnse dialecten (Duits: Niederrheinisch) genoemd, naar de Nederrijn, zoals het noordwestelijke deel van Noordrijn-Westfalen wordt aangeduid. Deze streek beslaat de gehele administratieve regio (Regierungsbezirk) Düsseldorf en het aanpalend zuidwestelijke district Heinsberg.
Het landschap van deze regio wordt in het Duits aangeduid als het Nederrijnse laagland en de zogeheten Nederrijnse Bocht ("dalkom"). Ze behoren beide tot dezelfde geologische structuur. Het Nederrijnse laagland is daarvan de noordelijke helft en de Nederrijnse Bocht (Niederrheinische Bucht) de zuidelijke .
Het Nederrijnse laagland ligt aan weerszijden van de rivier de Rijn ten noorden van de stad Düsseldorf. Het grenst in het oosten en noordoosten aan de Westfaalse Bocht, in het zuidoosten aan het Bergische Land, en in het zuiden aan de Nederrijnse Bocht en Keulse Bocht, in het westen aan Nederlands Limburg en in het noordwesten aan Gelderland. Het is met name dit deel van de regio dat Nederfrankische dialecten herbergt (Kleverlands).
De Nederrijnse Bocht is een laagvlakte die van het noorden in het Rijnlandse Leisteengebergte uitloopt in het laagland Noordrijn-Westfalen.
De Nederrijnse Bocht grenst in het oosten aan het Bergische Land, in het zuidwesten aan Eifel. De Lössgrens vormt de noordelijke begrenzing van het Nederrijnse laagland. Op een oppervlakte 9.000 km2 omvat zij een regio met de steden Keulen, Düsseldorf, Aken, Bonn, Krefeld, Mönchengladbach, Euskirchen en Düren. Het zuidoostelijke deel van dit gebied staat bekend als de Keulse Bocht, het zuidwesten als de vlakte van Gulik en Zülpich (Jülich-Zülpicher Börde). Dit gedeelte van de regio herbergt meer Middelfrankische dialecten (Oostlimburgs-Ripuarische, Bergische en Ripuarische).

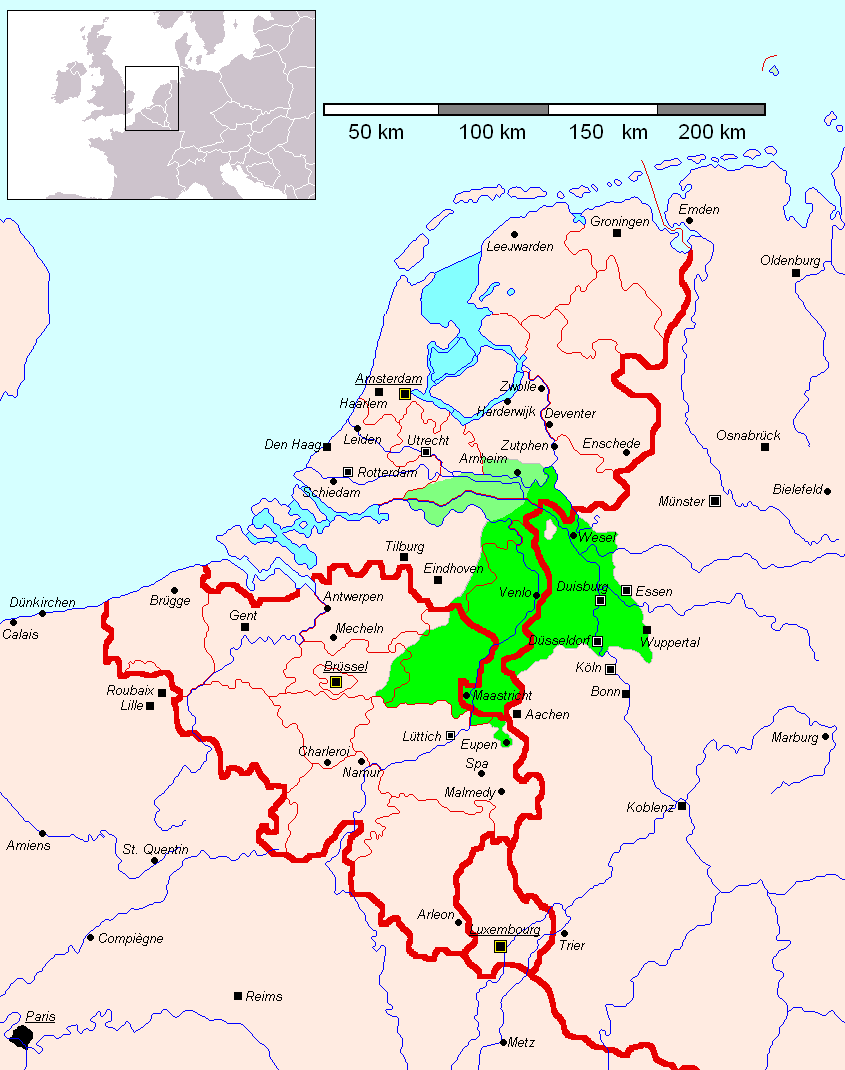
Verspreidingsgebied van de Nederfrankische dialecten in het Maas-Rijnlandgebied
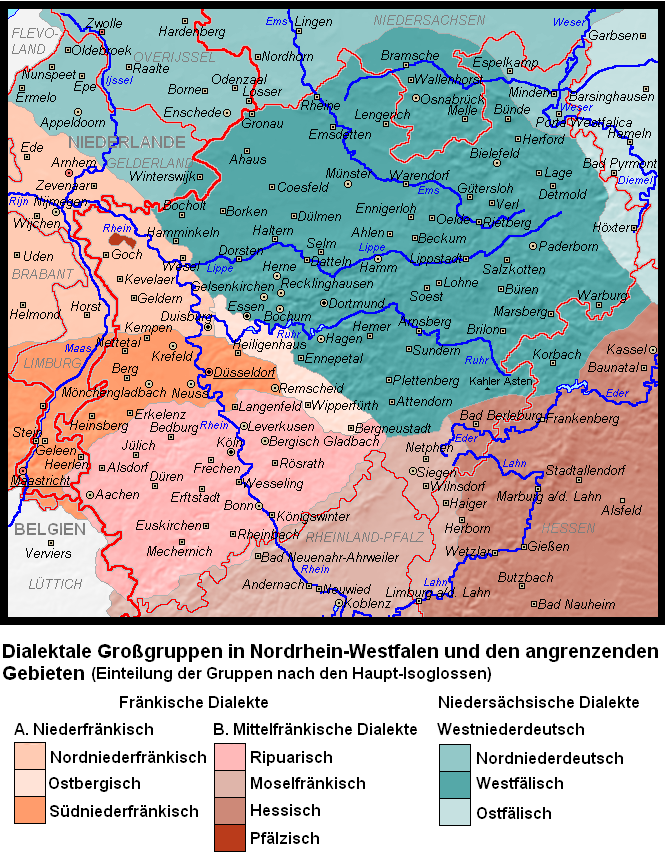
De dialectgroepen in en rond Noordrijnland-Westfalen. De Nederfrankische en Middelfrankische variëteiten zijn in roodachtige en beige schakeringen, de Nedersaksische in turquoise

### Dialectgeografie
Hier kunnen enkele deelgebieden worden onderscheiden (de nummers verwijzen naar het meest rechtse onderstaande kaartje):
- Kleverlands, gesproken aan de onderste Nederrijn (districten Kleef [11] en Wesel [15]) en in het Rijn-Ruhrgebied (Duisburg [2] en Oberhausen [7]).
- Limburgse dialecten (ook wel bekend als Zuid-Nederfrankisch), gesproken in Krefeld (Krieewelsch) [4], Mönchengladbach [5], de districten Viersen [14], Heinsberg (waarin de gemeente Selfkant) [linksonder van 5], alsmede in het noordelijk deel van het district Rhein-Kreis Neuss [13], in Kreis Mettmann (Velbert) [12], en voorts in Düsseldorf [1], Solingen [9] en Remscheid [8] Mülheim aan de Ruhr (Mölmsch) [6], Essen-Werden [3] en  Wuppertal [10]. De dialecten van deze laatste zeven plaatsen worden in Duitsland Bergisch genoemd. Het zijn overgangsdialecten die tot het Oostlimburgs-Ripuarisch worden gerekend.

De Uerdinger linie (ik—ich-lijn) loopt door het gebied van het Bergisch. De Benrather linie (maken—machen-lijn) scheidt in het zuiden weer de Nederrijnse dialecten van het Ripuarisch. De eenheids-pluralislijn scheidt de Nederrijnse dialecten van het Westfaalse Nedersaksisch.

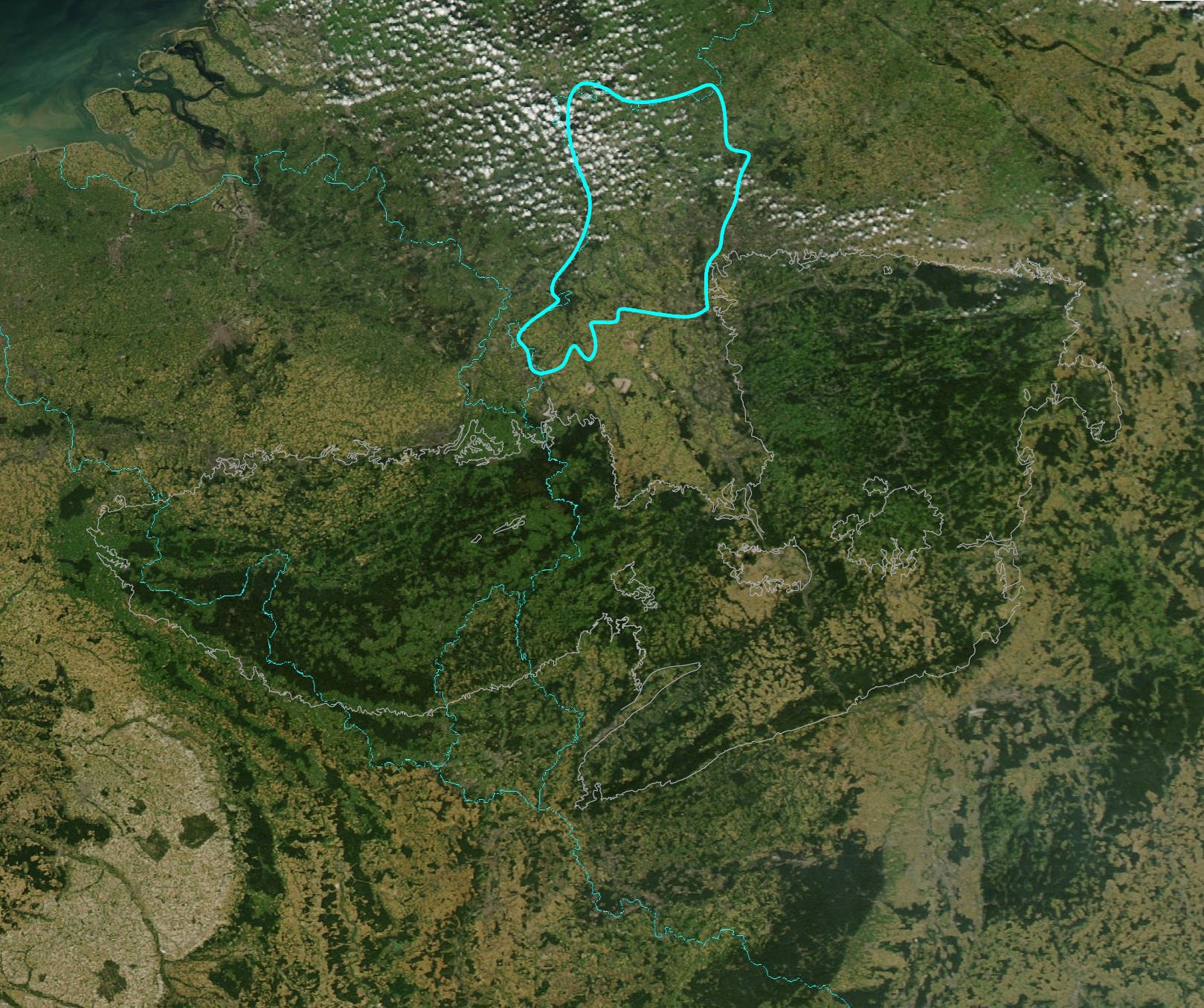
Satellietopname van het Nederrijnse laagland
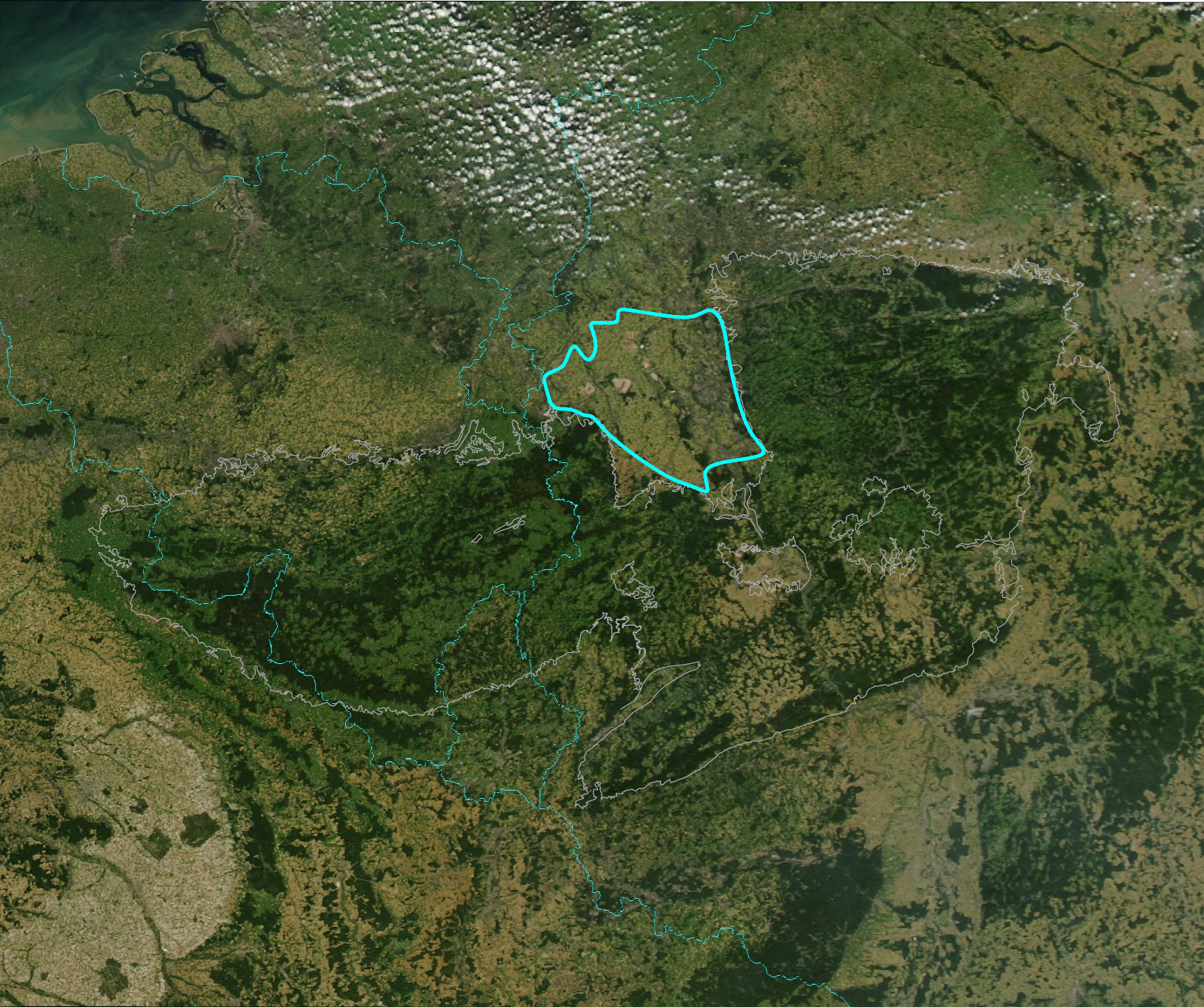
Satellietopname van de Nederrijnse Bocht
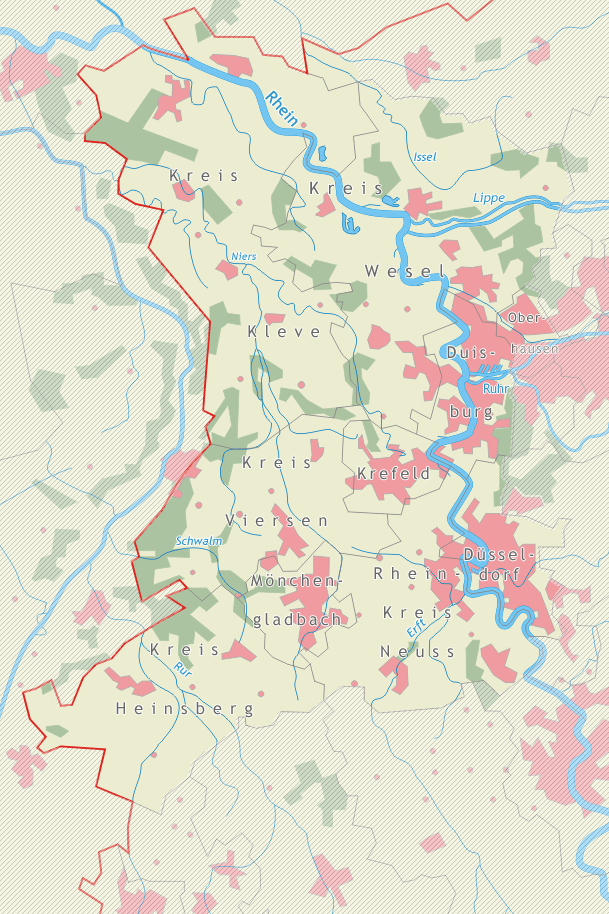
Het Duitse Nederrijngebied
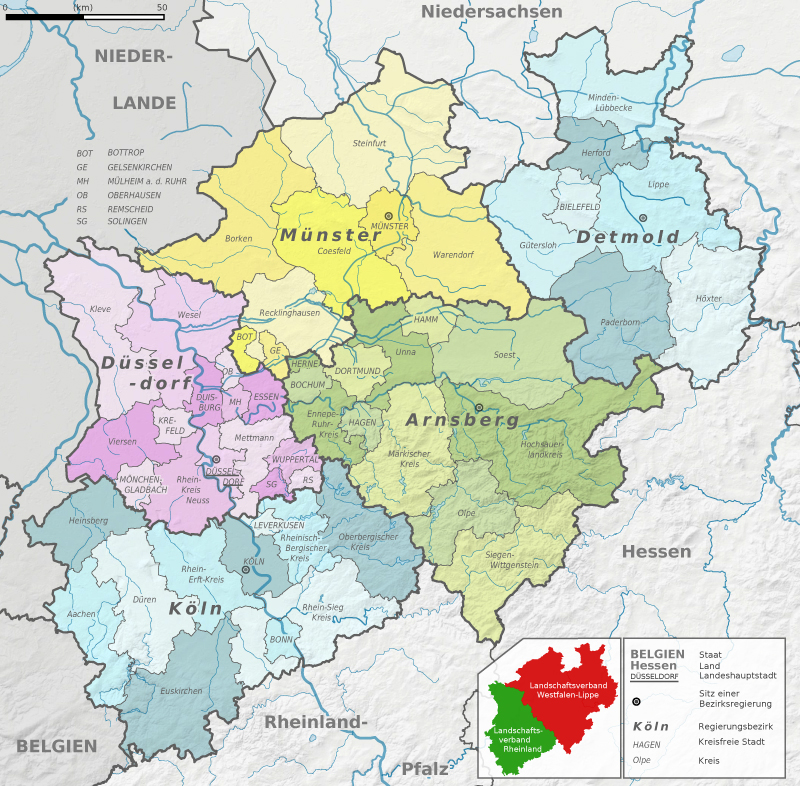
Topografische kaart van Noordrijn-Westfalen met de indeling in vijf regeringsdistricten
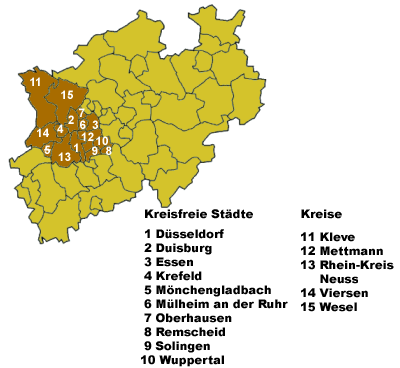
Topografie van het Oostelijk Maas-Rijnlands: het Regeringsdistrict Düsseldorf (bruin, met nummers voor de deeldistricten) en het aanpalend zuidwestelijke district Heinsberg (geel, niet genummerd)